# EC Dillingen
Der EC Dillingen ist ein Eissportverein aus Dillingen (Saar), dessen Eishockeymannschaft früher einmal in der 4. Spielklasse am Spielbetrieb teilnahm.
Der genaue Vereinsname lautet 1. ECD Eis-Sport-Club Dillingen.

## Eishockey
1981 gelang der Mannschaft des ECD der Aufstieg in die Regionalliga 1981/82, an der die Mannschaft erst in der Gruppe Süd-West, dann in der Gruppe Mitte bis zur Saison 1990/91 teilnahm. In der darauffolgenden Saison 1991/92 nahm die Mannschaft des ECD noch einmal an der Qualifikation zur Regionalliga Mitte teil. Zuletzt spielte eine Seniorenmannschaft des ECD, die den Beinamen Crazy Dogs führte, in der Saison 2000/01 in der Regionalliga Hessen/Rheinland-Pfalz.

### Bekannte ehemalige Spieler
- Stanislav Klocek
- Douglas Morton
- Robert Baldwin
- Udo Schön
- Harald Kralowetz
- Hans Werner Klopp
- Jaroslav Kocer
- Torsten Weisgerber

### Spielstätte
Die Heimat des ECD war bis zur Schließung im Januar 2017 die Eissporthalle Dillingen.